# Silvertjärnarna (Kalls socken, Jämtland, 707291-134761)
Silvertjärnarna är en sjö i Åre kommun i Jämtland och ingår i Indalsälvens huvudavrinningsområde. Sjön har en area på 0,047 kvadratkilometer och ligger 705,8 meter över havet.

## Delavrinningsområde
Silvertjärnarna ingår i det delavrinningsområde (707300-134957) som SMHI kallar för Mynnar i Anjan. Medelhöjden är 671 meter över havet och ytan är 19,53 kvadratkilometer. Räknas de 6 avrinningsområdena uppströms in blir den ackumulerade arean 34,26 kvadratkilometer. Stryån som avvattnar avrinningsområdet har biflödesordning 3, vilket innebär att vattnet flödar genom totalt 3 vattendrag innan det når havet efter 350 kilometer. Avrinningsområdet består mestadels av skog (43 procent) och kalfjäll (50 procent). Avrinningsområdet har 0,1 kvadratkilometer vattenytor vilket ger det en sjöprocent på 0,5 procent.